# Zofia Krzeptowska
Zofia Krzeptowska (* 8. Juni 1934 in Zakopane) ist eine ehemalige polnische Skilangläuferin.
Krzeptowska, die für Wisła Zakopane startete, wurde viermal polnische Meisterin mit der Staffel (1954, 1956–1958) und kam bei den Olympischen Winterspielen 1956 in Cortina d’Ampezzo auf den 18. Platz über 10 km sowie zusammen mit Maria Gąsienica Bukowa und Józefa Pęksa auf den fünften Rang mit der Staffel. Zwei Jahre später errang sie bei den Nordischen Skiweltmeisterschaften in Lahti den 26. Platz über 10 km. Zudem gewann sie im Jahr 1956 beim Czech-Marusarzówna-Memorial den 10-km-Lauf und in den Jahren 1957 sowie 1958 mit der Staffel. Ihre Schwester Anna Krzeptowska-Żebracka nahm im Skilanglauf an den Olympischen Winterspielen 1960 in Squaw Valley teil.